# Tabanus luizae
Tabanus luizae är en tvåvingeart som beskrevs av Travassos Santos Dias 1979. Tabanus luizae ingår i släktet Tabanus och familjen bromsar.
Artens utbredningsområde är Portugal. Inga underarter finns listade i Catalogue of Life.